# Virgil Ardelean
Virgil Ardelean, poreclit „Vulpea” (n. 1 august 1950, Pericei, județul Sălaj) este un chestor român de poliție, care a îndeplinit funcția de șef al Direcției Generale de Informații și Protecție Internă (DGIPI) din cadrul Ministerului Administrației și Internelor (1998-2007).

## Biografie
Virgil Ardelean s-a născut la data de 1 august 1950, în comuna Pericei, la 5 km de Șimleul Silvaniei (județul Sălaj). A urmat studii la Școala de Ofițeri Activi de Miliție Băneasa - secția Miliție Economică, clasa Contrasabotaj (absolvită în 1974) și la Facultatea de drept, obținând ulterior titlul științific de doctor în științe juridice.
După Revoluția din decembrie 1989, a îndeplinit funcțiile de adjunct al șefului Poliției Municipiului Cluj și apoi șef al Direcției Generale de Poliție a Municipiului București. În perioada în care a condus poliția municipiului Cluj, a dispus în anul 1994 un control la birourile jocului piramidal Caritas, care patronau un celebru joc piramidal desfășurat în perioada 1991-1994 și care a păgubit 250.000 de români. 
Colonelul de poliție Virgil Ardelean a fost avansat la gradul de general de brigadă (cu o stea) la 27 noiembrie 1997. 
În anul 1998 generalul de brigadă dr. Virgil Ardelean a fost numit în funcția de șef al Direcției Generale de Informații și Protecție Internă (DGIPI - UM 0962) din cadrul Ministerului Administrației și Internelor. În martie 2001, prim-ministrul Adrian Năstase a emis OUG nr. 29 conferind atribuții largi UM 0962, inclusiv culegerea de informații privind siguranța națională, interceptarea telefoanelor, filajul, perchezițiile și confiscările fără mandat de la Parchet. În anul 2004, el a propus și s-a ocupat de crearea Unității de Afaceri Interne din MAI, care să ancheteze cazurile de corupție din rândul cadrelor MAI.
În perioada cât a condus DGIPI, a fost înaintat la gradele de general de divizie (cu 2 stele) la 1 decembrie 1999 și general de corp de armată (cu 3 stele) la 25 octombrie 2000 . 
În perioada iulie-august 2002, prin redenumirea gradelor odată cu demilitarizarea Poliției Române, gradul militar de general cu trei stele a fost echivalat cu gradul profesional de chestor șef de poliție. I s-a acordat gradul profesional de chestor general de poliție (cel mai înalt grad din ierarhia Poliției Române, echivalent cu cel militar de general cu 4 stele) la 1 martie 2004 . 
Virgil Ardelean a demisionat din această funcție la data de 20 iulie 2006 în urma scandalului declanșat de dispariția sirianului Omar Hayssam, acuzat de terorism.
Alături de el, au mai demisionat din funcțiile îndeplinite și directorul SRI, Radu Timofte și directorul SIE, Gheorghe Fulga. 
El și-a înaintat demisia pentru a doua oară în aprilie 2007, la învestirea noului ministru de Interne, Cristian David. Demisia i-a fost de această dată aprobată la începutul lunii mai 2007 .